# Merja Korpela
Merja Tuulikki Korpela (Soini, 15 de maio de 1981) é uma arremessadora de martelo finlandesa. Participou dos Jogos Olímpicos de 2008, em Pequim, onde não passou da fase de qualificação, terminando no 30º lugar.